# Abrüstungskontrolle
Abrüstungskontrolle bezeichnet die Überprüfung der vereinbarten Verringerung der militärischen Ausrüstung bzw. der militärischen Fähigkeiten durch eine externe Organisation oder einen anderen Staat. Es geht explizit um die Kontrolle vertraglich festgelegter Abrüstungen.
Dabei geht es um atomare, biologische und chemische Rüstungsgüter, ebenso wie um konventionelle Rüstungsgüter, wie z. B. im INF-Vertrag. Dort wird nicht nur vereinbart, welche Waffenbestände um wie viel verringert werden sollen, sondern auch wie die Kontrollen der Abrüstung aussehen.
Für Abrüstungskontrollen im Bereich Atomwaffen und atomwaffenfähiges Material ist die Internationale Atomenergiebehörde (IAEA) zuständig.
Im Bereich der Chemie Waffen ist die Organisation für das Verbot chemischer Waffen (OPCW) zuständig.
In Deutschland ist das Zentrum für Verifikationsaufgaben der Bundeswehr im nordrhein-westfälischen Geilenkirchen für Kontrollen zuständig.